# Commissione per la Costituzione
La Commissione per la Costituzione, più spesso chiamata Commissione dei 75, fu una commissione speciale, composta di 75 membri scelti fra i componenti dell'Assemblea Costituente, che fu incaricata di elaborare e proporre il progetto di Costituzione repubblicana.

## Storia
La commissione fu istituita il 15 luglio 1946 e avrebbe dovuto terminare i propri lavori entro il 20 ottobre dello stesso anno.
La commissione era presieduta da Meuccio Ruini, già presidente del Consiglio di Stato, e venne organizzata in tre sottocommissioni: la prima, sui diritti e doveri dei cittadini, presieduta da Umberto Tupini; la seconda, sull'organizzazione costituzionale dello Stato, presieduta da Umberto Terracini; la terza, sui rapporti economici e sociali, presieduta da Gustavo Ghidini. Fu inoltre istituito un comitato di redazione (detto "Comitato dei 18") formato dall'Ufficio di presidenza della Commissione dei 75 allargato ai rappresentanti di tutti i gruppi politici. A tale comitato fu affidato il compito di coordinare i testi usciti dalle sotto-commissioni in un testo unificato che facilitasse la discussione
I lavori della Commissione dei 75 si protrassero fino al 1º febbraio 1947. L'Assemblea costituente (presieduta dallo stesso Terracini, che aveva proprio in quei giorni sostituito il dimissionario Giuseppe Saragat), diede inizio alla discussione generale sul progetto di Costituzione il 4 marzo 1947 per concluderla con la definitiva approvazione il 22 dicembre dello stesso anno.

## Componenti
Questi i componenti della Commissione dei 75, suddivisi per gruppo politico di appartenenza:
Gruppo democristiano (26 membri)
- Gaspare Ambrosini
- Giuseppe Maria Bettiol (sostituisce dal 10 aprile 1947 Giacinto Froggio, dimissionario, che il 6 febbraio 1947 aveva sostituito Ezio Vanoni, divenuto ministro)
- Pietro Bulloni
- Giuseppe Cappi
- Giuseppe Caronia (sostituisce dal 22 febbraio 1947 Giuseppe Togni, divenuto sottosegretario di stato)
- Giuseppe Codacci Pisanelli
- Camillo Corsanego
- Luigi De Michele
- Francesco Dominedò
- Giuseppe Dossetti
- Maria Federici
- Giacinto Froggio (sostituisce dal 2 luglio 1947 Umberto Tupini, divenuto ministro)
- Giuseppe Fuschini
- Angela Gotelli (sostituisce dal 6 febbraio 1947 Carmelo Caristia, dimissionario)
- Giorgio La Pira
- Giovanni Leone
- Salvatore Mannironi
- Giuseppe Micheli (sostituisce dal 22 febbraio 1947 Umberto Merlin, divenuto sottosegretario di stato)
- Aldo Moro
- Costantino Mortati
- Attilio Piccioni
- Giuseppe Rapelli
- Ferdinando Storchi (sostituisce dal 2 luglio 1947 Amintore Fanfani, divenuto ministro)
- Emilio Paolo Taviani
- Egidio Tosato
- Giovanni Uberti (sostituisce dal 24 luglio 1946 Giovanni Ponti, dimissionario)

Gruppo comunista (13 membri)
- Giuseppe Di Vittorio (sostituisce dal 10 dicembre 1946 Mario Assennato, dimissionario, che il 24 settembre 1946 aveva sostituito lo stesso Di Vittorio, dimissionario)
- Edoardo D'Onofrio (sostituisce dal 27 febbraio 1947 Umberto Terracini)
- Antonio Giolitti (sostituisce dal 29 maggio 1947 Riccardo Ravagnan, dimissionario)
- Ruggero Grieco (Vice Presidente)
- Nilde Iotti
- Vincenzo La Rocca
- Renzo Laconi (sostituisce dal 19 settembre 1946 Fabrizio Maffi, dimissionario)
- Concetto Marchesi
- Guido Molinelli (sostituisce dal 30 maggio 1947 Carlo Farini, dimissionario, che il 19 settembre aveva sostituito Giorgio Amendola, dimissionario)
- Umberto Nobile
- Teresa Noce
- Antonio Pesenti (sostituisce dal 10 dicembre 1946 Bruno Corbi, dimissionario, che il 24 settembre 1946 aveva sostituito lo stesso Pesenti, dimissionario)
- Palmiro Togliatti

Partito Socialista Italiano (7 membri)
- Leonetto Amadei (sostituisce dal 10 dicembre 1946 Giovanni Lombardi, deceduto, che il 25 luglio 1946 aveva sostituito Alessandro Pertini, dimissionario)
- Lelio Basso
- Michele Giua
- Ivan Matteo Lombardo
- Pietro Mancini
- Angelina Merlin
- Ferdinando Targetti

Partito Socialista Lavoratori Italiani (6 membri)
- Alessandro Bocconi
- Emilio Canevari
- Eduardo Di Giovanni (sostituisce dall'11 settembre 1946 Alberto Simonini, dimissionario)
- Gustavo Ghidini (Vice Presidente)
- Edgardo Lami Starnuti
- Paolo Rossi

Gruppo Repubblicano (4 membri)
- Giovanni Conti
- Francesco De Vita (decaduto perché sottosegretario dal 22 dicembre 1947)
- Tomaso Perassi (Segretario)
- Oliviero Zuccarini

Unione Democratica Nazionale (4 membri)
- Aldo Bozzi
- Giuseppe Paratore
- Giovanni Porzio
- Vito Reale (sostituisce dal 16 giugno 1947 Giuseppe Grassi, divenuto ministro)

Gruppo Autonomista (3 membri)
- Giulio Bordon
- Piero Calamandrei
- Emilio Lussu

Fronte liberale democratico dell'Uomo Qualunque (3 membri)
- Francesco Colitto
- Francesco Marinaro (Segretario)
- Ottavio Mastrojanni

Gruppo Liberale (3 membri)
- Bartolomeo Cannizzo (sostituisce dal 14 dicembre 1946 Gennaro Patricolo, dimissionario, che il 24 luglio 1946 aveva sostituito Ottavia Penna Buscemi, dimissionaria)
- Orazio Condorelli (sostituisce dal 17 ottobre 1947 Roberto Lucifero d'Aprigliano, dimissionario)
- Guido Cortese (sostituisce dal 27 giugno 1947 Luigi Einaudi, divenuto ministro)

Gruppo misto (3 membri)
- Gustavo Fabbri
- Andrea Finocchiaro Aprile
- Meuccio Ruini (Presidente)

Democrazia del Lavoro (2 membri)
- Mario Cevolotto
- Enrico Molè

Unione Nazionale (1 membro)
- Pietro Castiglia